# Mekarwangi (Cibalong)
Mekarwangi is een bestuurslaag in het regentschap Garut van de provincie West-Java, Indonesië. Mekarwangi telt 1819 inwoners (volkstelling 2010).